# Братское (Скадовский район)
Братское (укр. Братське, до 2016 г. — Индустриальное) — село в Чулаковской сельской общине Скадовского района Херсонской области Украины.
Население по переписи 2001 года составляло 249 человек. Почтовый индекс — 75622. Телефонный код — 5539. Код КОАТУУ — 6522385004.

## История
Из архивной справки государственного архива Херсонской области от 25 января 2012 года, сделанной по запросу местного сельсовета:
На 1 сентября 1946 г. — хутор Индустриальный Памятненского сельсовета.
С 1958 г. — село Индустриальное Памятненского сельсовета. С 14 мая 1959 г. — Садовского сельсовета. Территория совхоза «Каракульэкспорт», потом — «Южный».
С 2016 г. носит название село Братское.
С 24 февраля 2022 года село оккупировано российскими войсками в ходе вторжения России на Украину.

## Местная власть
75635, Херсонская обл., Скадовский р-н, с. Чулаковка, ул. Октябрьская.